# Follow the Blind
Albums de Blind Guardian
Battalions of Fear
(1988) Tales from the Twilight World
(1990)
Follow the Blind est le deuxième album du groupe de power metal allemand Blind Guardian. Il est dans la lignée du premier album Battalions of Fear, étant plus orienté speed et thrash metal que le power metal bientôt abordé par le groupe.

## Liste des titres
1. Inquisition - 0:40
2. Banish from Sanctuary - 5:27
3. Damned for All Time - 4:57
4. Follow the Blind - 7:10
5. Hall of the King - 4:16
6. Fast to Madness - 5:57
7. Beyond the Ice - 3:28
8. Valhalla - 4:56
9. Barbara Ann - 1:43
10. Don't Break the Circle - 3:28

## Anecdotes
- Kai Hansen du groupe Helloween chante sur Valhalla.
- Barbara Ann est une reprise des Beach Boys.
- Don't Break the Circle est une reprise du groupe Demon.